# Eric Gustaf Petersson
Eric Gustaf Petersson, född 3 oktober 1765 i Ringarums socken, död 2 mars 1830 i Råneå socken, var en svensk militär, jägmästare och bruksägare.
Petersson var officer i Gustav III:s ryska krig 1788–1790 och kom till Nederkalix socken som fänrik år 1791, varvid han bosatte sig på militiebostället Johannisberg. Tre år senare ingick han äktenskap med en dotter till  församlingens kyrkoherde och blev därigenom mer integrerad i sockenlivet. År 1796 lämnade han den militära banan och blev överjägmästare men bodde kvar på Johannisberg till 1802. Därutöver ingick han som delägare i mindre vattensågverk på orten. Samuel Gustaf Hermelin knöt honom snart till sig och Petersson kom därigenom att ägna sig åt bruksverksamhet men begärde avsked 1808, eftersom han menade att brukens många nyodlingsåtaganden blivit en belastning för bruken. Därefter ingick han kompanjonskap med bergmästaren Isak Johan Quensel och blev delägare i Törefors bruk i västra delen av Nederkalix socken. På grund av olyckliga affärer under 1808–1809 års krig, bland annat med fiendemakten Ryssland, fick Petersson ekonomiska bekymmer. År 1828 flyttade han från sin gård Åkroken i Nederkalix till Vitåfors bruk i Råneå socken, vilket då ägdes av Karl XIV Johan. Där verkade Petersson som bruksförvaltare och avled efter ett par år.
Petersson fick krigsråds namn. Han gifte sig första gången med Barbro Catharina Örnberg, som var dotter till prosten Olof Örnberg i Nederkalix. Hon avled 1815 och gravsattes i Kalix kyrka tillsammans med makarnas dotter Ulla Petersson, som dog åtta år gammal vid samma tid. Stoftet av dottern har vid olika gravöppningar visat sig vara välbevarat och hon är gravsatt som ett slags Kristi brud i vit fotsid tyllklänning med guldbroderade kantband samt med vita broderade bomullsvantar och vita paljettprydda sidenskor; på bröstet ligger en bukett av tygblommor i knopp. Hon är på orten känd som den så kallade kyrkbruden. Det fanns även andra barn i detta första gifte; äldste sonen blev grosshandlare och en dotter gifte sig von Essen af Zellie. Petersson gifte om sig med Catharina Landin, som var änka efter överstelöjtnanten Nils Henrik Eneskjöld. I detta andra äktenskap föddes inga barn.